# TrueCombat:Elite
TrueCombat: Elite (TC:E o TC:Elite) es una modificación para el videojuego de disparos en primera persona libre Wolfenstein: Enemy Territory de Team Terminator y Groove Six Studios, iniciado a finales del 2004. Es una ramificación de una modificación de Quake 3 llamada TrueCombat, la cual es similar en varios aspectos y mantiene el mismo concepto de juego básico.
- Wikimedia Commons alberga una categoría multimedia sobre TrueCombat:Elite.

- Datos: Q1851407
- Multimedia: TrueCombat: Elite / Q1851407